# Батуала
Батуала (на френски: Batouala) е град в Габон, разположен на черния път, свързващ Макоку и Мекамбо. Население около 1000 жители.